# Vincenzo Franco
Vincenzo Franco (Trani, 1º giugno 1917 – Trani, 4 marzo 2016) è stato un arcivescovo cattolico italiano.

## Biografia
È nato il 1º giugno 1917 a Trani, sede dell'arcidiocesi di Trani.
È stato ordinato presbitero il 6 luglio 1947.
Il 12 dicembre 1974 papa Paolo VI lo ha nominato vescovo di Anglona-Tursi; ha ricevuto l'ordinazione episcopale il 26 gennaio 1975 dal cardinale Sebastiano Baggio, prefetto della Congregazione per i vescovi, co-consacranti Guglielmo Motolese, arcivescovo di Taranto, e Giuseppe Carata, arcivescovo di Trani e Barletta.
L'8 settembre 1976 è diventato vescovo di Tursi-Lagonegro a seguito del cambio di denominazione della diocesi.
Il 27 gennaio 1981 papa Giovanni Paolo II lo ha promosso arcivescovo di Otranto.
Ha rassegnato le dimissioni l'8 aprile 1993.
È morto a Trani il 4 marzo 2016.

## Genealogia episcopale
La genealogia episcopale è:
- Cardinale Scipione Rebiba
- Cardinale Giulio Antonio Santori
- Cardinale Girolamo Bernerio, O.P.
- Arcivescovo Galeazzo Sanvitale
- Cardinale Ludovico Ludovisi
- Cardinale Luigi Caetani
- Cardinale Ulderico Carpegna
- Cardinale Paluzzo Paluzzi Altieri degli Albertoni
- Papa Benedetto XIII
- Papa Benedetto XIV
- Cardinale Enrico Enriquez
- Arcivescovo Manuel Quintano Bonifaz
- Cardinale Buenaventura Córdoba Espinosa de la Cerda
- Cardinale Giuseppe Maria Doria Pamphilj
- Papa Pio VIII
- Papa Pio IX
- Cardinale Alessandro Franchi
- Cardinale Giovanni Simeoni
- Cardinale Antonio Agliardi
- Cardinale Basilio Pompilj
- Cardinale Adeodato Piazza, O.C.D.
- Cardinale Sebastiano Baggio
- Arcivescovo Vincenzo Franco